# 16405 Testudo
16405 Testudo este o planetă minoră (asteroid), cu un diametru de 4,199 km, din centura de asteroizi. A fost descoperită pe 20 februarie 1985 la Observatorul La Silla de Henri Debehogne. 
Obiectul prezintă o orbită caracterizată de o semiaxă mare de 2,3160147 UAi, o excentricitate de 0,24, o înclinație de 6,59489 ° în raport cu ecliptica.